# Augusto Pestana (Rio Grande do Sul)
Augusto Pestana est une municipalité du Nord-Ouest de l'État du Rio Grande do Sul faisant partie de la microrégion d'Ijuí et située à 424 km au nord-ouest de Porto Alegre, capitale de l'État. Elle se situe à une altitude de 483 mètres. Sa population était estimée à 7 273 habitants, pour une superficie de 331 km2.
La ville reçut son nom en l'honneur du premier maire d'Ijuí et homme politique brésilien Augusto Pestana.